# (286) Иклея
(286) Иклея (фр. Iclea) — довольно большой астероид главного пояса, который был открыт 3 августа 1889 года австрийским астрономом Иоганном Пализой в обсерватории города Вена и назван в честь героини романа «Урания» известного французского популяризатора астрономии Камиля Фламмариона.

Орбита астероида Иклея и его положение в Солнечной системе
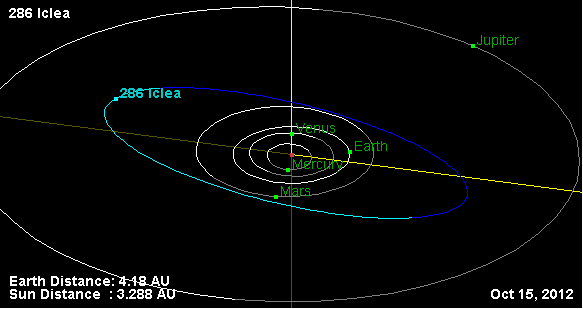
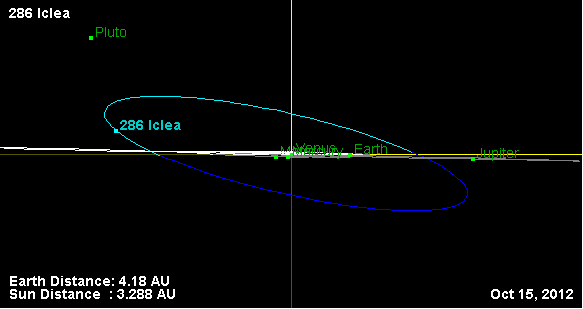